# Retispatha
Genre
Classification phylogénétique
Espèces de rang inférieur
- Retispatha dumetosa

Retispatha est un genre de la famille des Arecaceae (Palmiers) comprenant une seule espèce Retispatha dumetosa native de l'île de Bornéo dans le sud-est asiatique.Ce genre est totalement inclus dans genre Calamus,.

## Classification
- Sous-famille : Calamoideae
  - Tribu : Calameae
    - Sous-tribu : Calaminae

Cette sous-tribu ne comprend actuellement qu'un seul genre :  Calamus
.
Calamus, ayant été élargi pour inclure Retispatha, Daemonorops, Pogonotium et  Ceratolobus (W.J.Baker & al, 2015; Henderson & Floda, 2015).

## Espèces
- Retispatha dumetosa (synonyme de Calamus dumetosus  (J.Dransf.) A.J.Hend. & Floda)